# Château de Shiroishi
Le château de Shiroishi (白石城, Shiroishi-jō) est un château japonais situé à Shiroishi dans l’ancienne province de Mutsu (de nos jours dans la préfecture de Miyagi). Il a principalement appartenu au clan Katakura, vassal des daimyos du clan Date de Sendai. Plus tard, en 1868, il est aussi le quartier général de l’Ōuetsu Reppan Dōmei.

## Histoire

### De la construction jusqu’à l’époque Sengoku
À l’origine, le château fut bâti par le clan Karita à l’époque de Kamakura. La date exacte n’est pas connue.
En 1591, soit à la fin de l’époque Azuchi Momoyama, Shiroishi devint un avant-poste du clan Gamō sous l’égide de Satonari Gamō. Il devint à cette époque un château à part entière. En 1598, les Uesugi prirent la place des Gamō dans la région et le château échut à Amakasu Kagetsugu.

### Époque d’Edo
Dès le début de l’époque d’Edo en 1600, le château et ses environs se trouvaient sur le domaine de Sendai (仙台藩, Sendai-han) et fut occupé à partir de cette date par le clan Katakura, vassal du puissant clan Date de Sendai. Exceptionnellement, il échappe à la règle du shogunat Tokugawa qui impose un seul château par domaine.

### Guerre de Boshin
Début 1868 aux prémices de la guerre de Boshin, les délégations des domaines du nord du Japon se réunirent au château de Shiroishi. Ce dernier servit alors de quartier général pour l’Ōuetsu Reppan Dōmei, la coalition du Nord s’opposant à l’empereur. Après la victoire de ce dernier, le château fut occupé par l’armée impériale puis momentanément administré par le clan Nambu de Morioka. Il fut finalement détruit en 1875. La famille Katakura s’exila alors avec ses vassaux à Hokkaidō.

### Reconstruction moderne
En 1995, le château de Shiroishi a été reconstruit et est de nos jours ouvert au public. Un musée y est d’ailleurs rattaché.

## Galerie

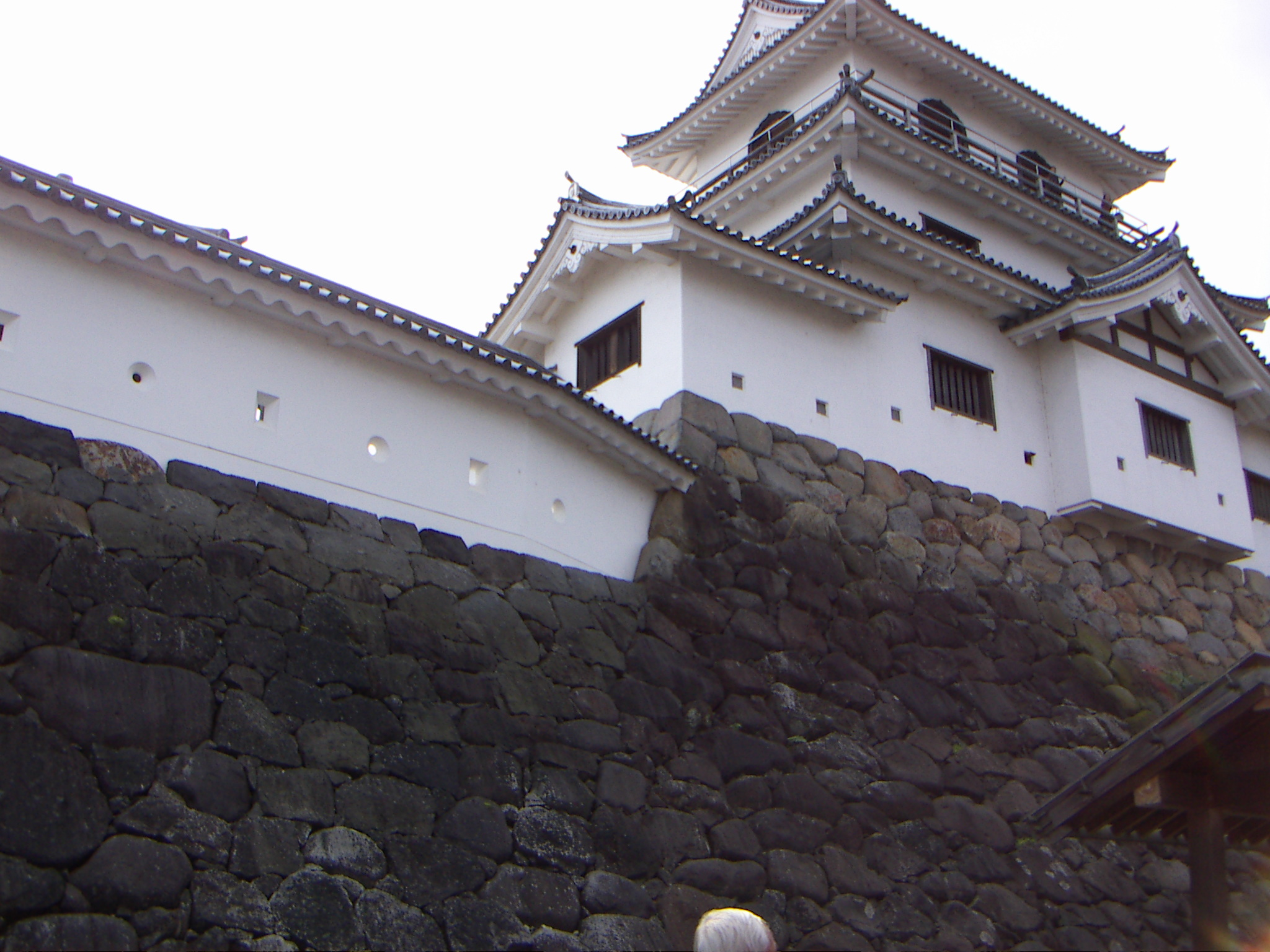
Mur arrière.
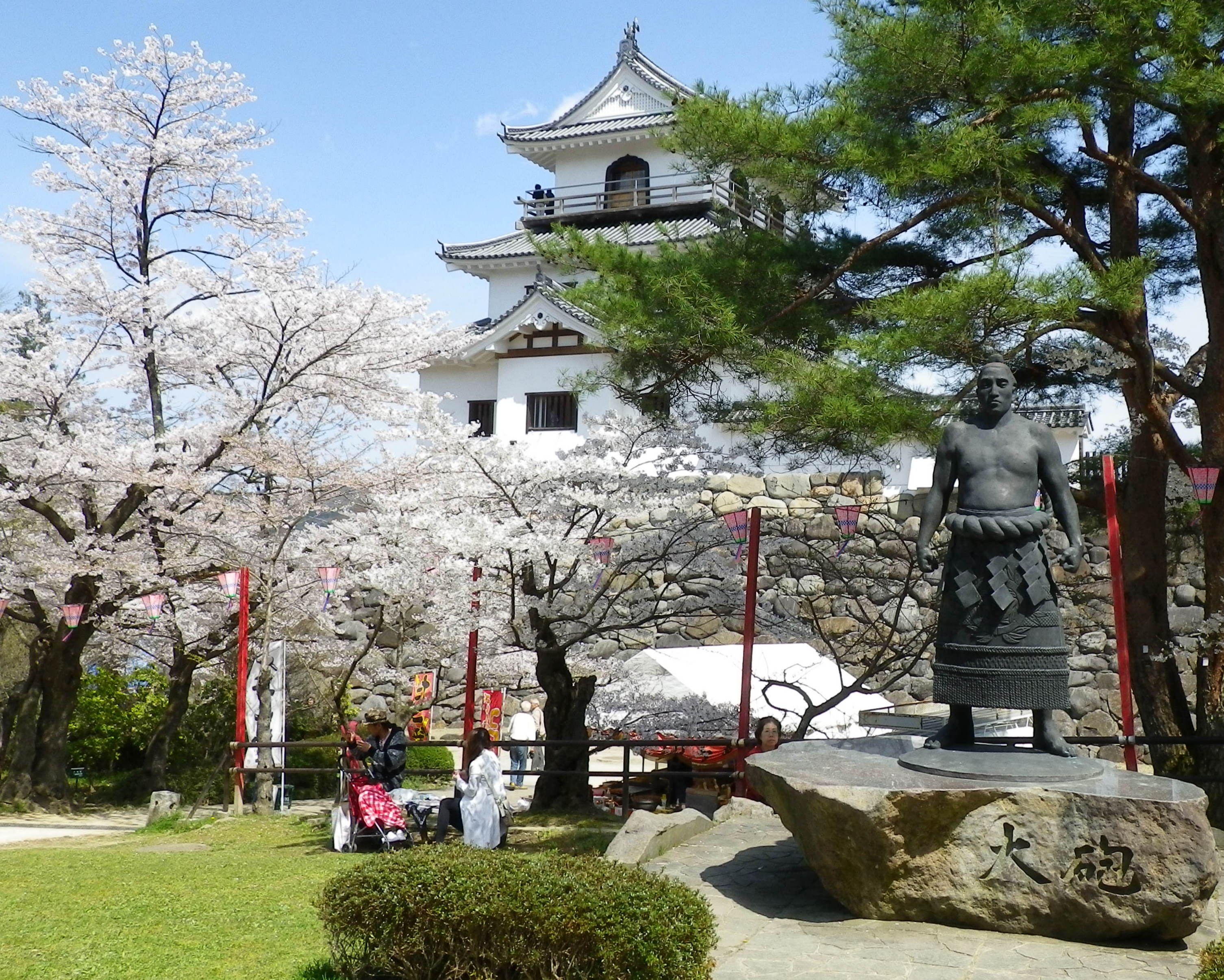
Parc du château, avec la statue d’Ōzutsu Man’emon au premier plan.
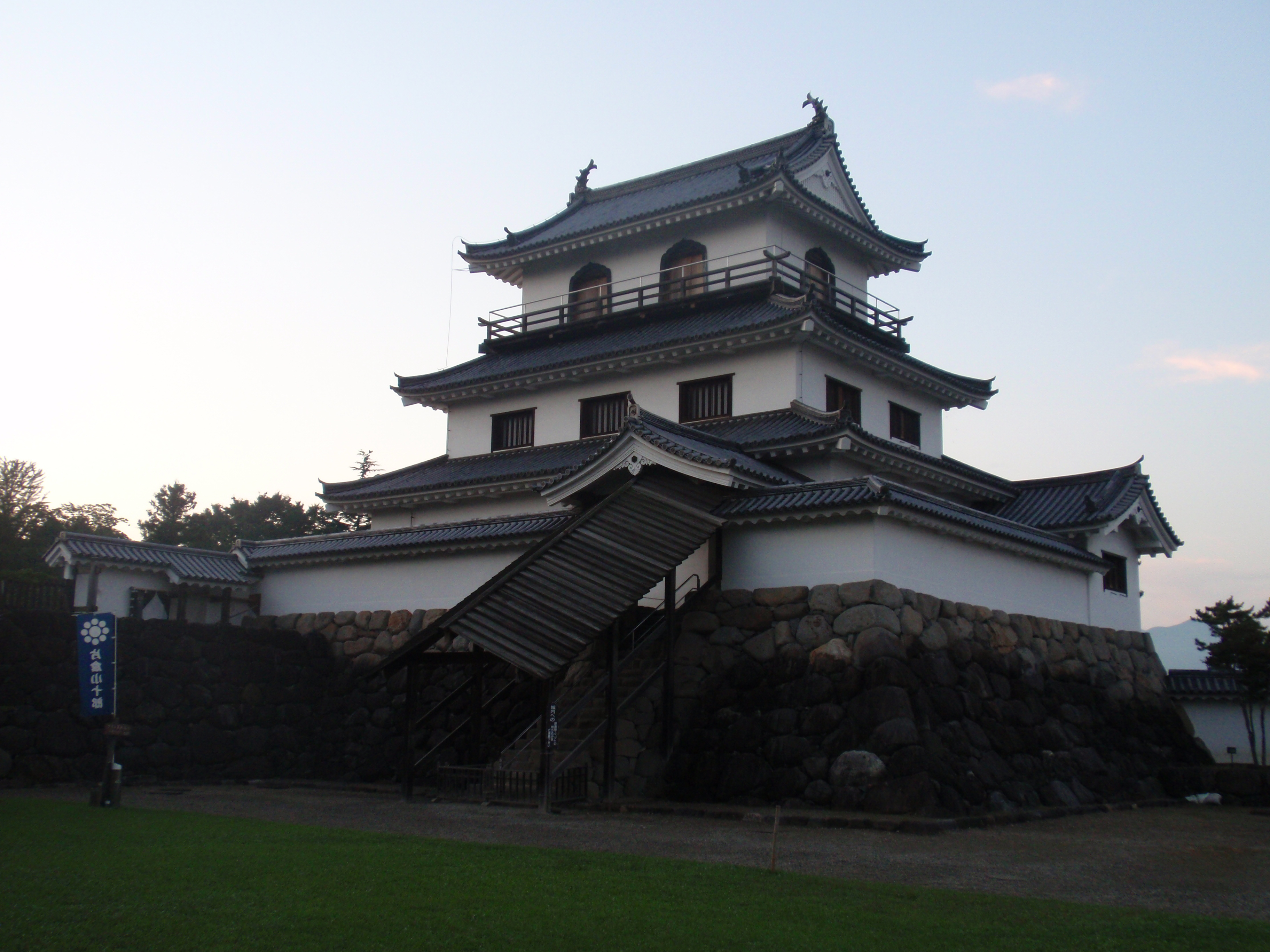
Entrée de la tour principale.